# Paul Meissner (Architekt)
Paul Heinrich Meissner (* 7. Mai 1868 in Eisleben; † 5. September 1939 in Darmstadt) war ein deutscher Architekt, Hochschullehrer und Denkmalpfleger. 

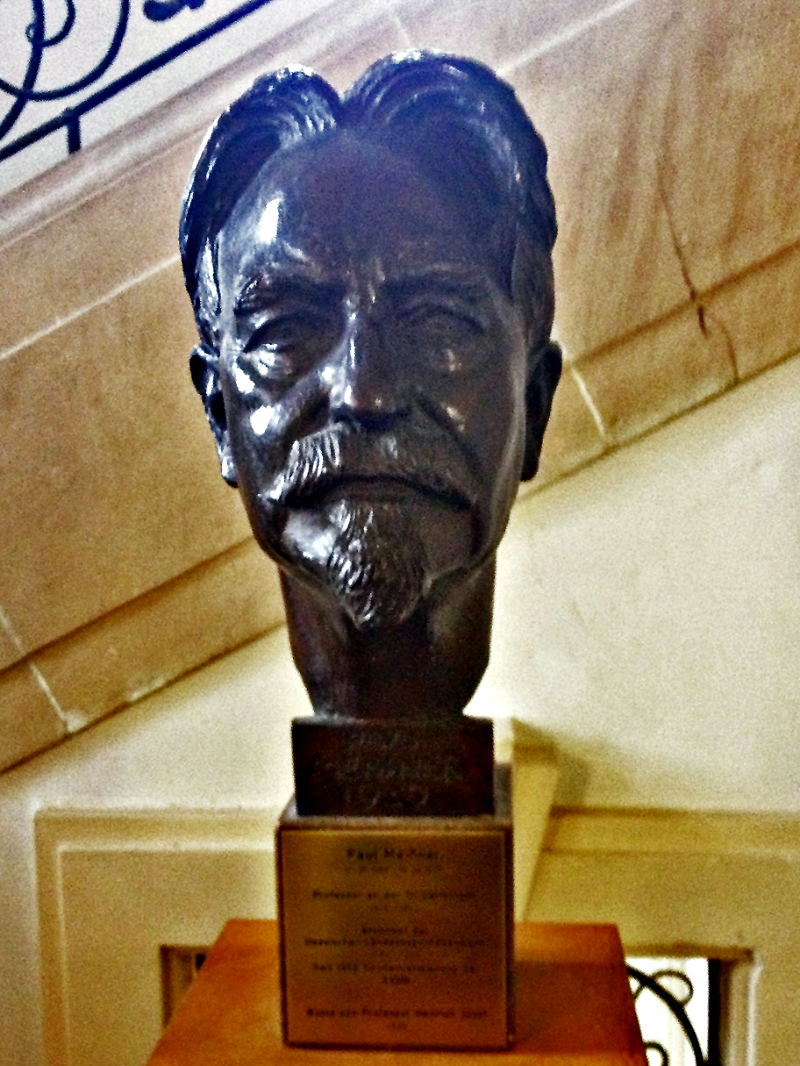
Büste des Architekten, Hochschullehrers und Denkmalpflegers Paul Meissner

## Leben
Paul Meissner wurde als Sohn des Bankdirektors Otto Meissner und dessen Ehefrau Emilie Meissner geb. Göbel 1868 in Eisleben geboren. Er studierte in den frühen 1890er Jahren Architektur bei Carl Schäfer an der Technischen Hochschule (Berlin-)Charlottenburg. Während seines Studiums wurde er Mitglied des Corps Pomerania-Silesia Berlin.
Nach Abschluss des Studiums betätigte sich Meissner zunächst als Privatarchitekt. Von 1895 bis 1901 war er Mitarbeiter bei Carl Schäfer. In dieser Zeit dürfte er beim Umbau des Freiburger Neuen Rathauses mitgewirkt haben.
1902 kam Meissner nach Darmstadt, als er mit der Wiederherstellung des Fachwerk-Rathauses von Michelstadt im Odenwald beauftragt wurde. Am 4. September 1902 heiratete Meissner in Darmstadt Clara Helene Pauline geb. Külz (* 21. Oktober 1880) aus Köln, Tochter des Kaufmanns Franz Külz. Die gemeinsame Tochter Elfriede kam am 16. April 1904 zur Welt. Die Familie wohnte bis 1928 im Haus Roßdörfer Straße 89.
Meissner trat 1904 in den Dienst der Bauabteilung des großherzoglich hessischen Finanzministeriums in Darmstadt. Er war ab 12. Juli 1904 zunächst Stellvertreter und ab 1907 Nachfolger von Friedrich Pützer als Denkmalpfleger für die Provinz Rheinhessen. 
Den beruflichen Durchbruch erzielte Meissner, als 1905 im Architektenwettbewerb für den Neubau der Landeshypothekenbank in Darmstadt sein Entwurf unter über 100 Teilnehmern durch einstimmigen Beschluss des Preisgerichts den ersten Preis erhielt. Das Gebäude wurde bereits 1906 eröffnet. Mitte der 1950er Jahre erwarb es die EKHN, die seit 1959 ihre Verwaltung dort untergebracht hat.
Seit dem Wintersemester 1904/1905 war Meissner zudem Assistent am Lehrstuhl I der Technischen Hochschule Darmstadt, wo er sich auch habilitierte. Am 1. Januar 1907 wurde ihm der Titel Professor verliehen. Seit dem Wintersemester 1909/1910 lehrte er als Privatdozent an der Hochschule.
1908 entstand nach Plänen von Meissner am Mercksplatz der Neubau für das großherzoglich hessische Finanzamt Darmstadt, nachdem das zuvor hier ansässige Unternehmen E. Merck an die Frankfurter Straße umgezogen war. Die Farbverglasungen des Gebäudes schuf der mit Meissner befreundete Frankfurter Glasmaler Otto Linnemann.
Im Jahr 1910 begann eine intensive Zusammenarbeit mit der Bauunternehmung Dyckerhoff & Widmann AG in Wiesbaden-Biebrich, die über zwei Jahrzehnte andauerte. Aus dieser Zusammenarbeit sind einige Brückenbauten und Industriebauwerke entstanden. So war er nach dem großen Brand 1911 im Werk der Adam Opel AG in Rüsselsheim für den Wiederaufbau verantwortlich und plante später auch den Opelturm.  
Am 7. April 1915 wurde Meissner Nachfolger des 1914 verstorbenen Georg Wickop auf dessen Lehrstuhl Baukunst III. Er war mehrmals Dekan der Architekturfakultät (1916–1922, 1926–1928, 1932–1933).
Meissner erwarb Anfang 1928 das Haus Eichbergstraße 6 im Darmstädter Paulusviertel.
Im März 1933 geriet Meissner als Dekan der Architekturabteilung in Konflikt mit den Nationalsozialisten. Am 6. März 1933, einen Tag nach der Reichstagswahl, weigerte er sich, als Dekan die Hakenkreuzflagge an der Hochschule zu hissen. Er wurde daraufhin insbesondere von der SA in Gestalt von Studenten, Assistenten und Dozenten massiv angefeindet. An die Spitze stellte sich hierbei Karl Lieser, der die Repräsentanten der Hochschule, insbesondere aber einige Professoren der Architekturabteilung, in einer Rede bei der Schlageter-Feier am 25. Mai 1933 scharf angriff. Zudem gilt er als Autor einer Denkschrift für Rektor, NS-Staat und NS-Partei, in der Meissner als taktlos, unzuverlässig und verjudet bezeichnet wurde. 
Meissner wurde nach heftigen Auseinandersetzungen an der Hochschule schließlich am 31. Juli 1933 beurlaubt; er erlitt einen schweren Nervenzusammenbruch, von dem er sich die restliche Zeit seines Lebens nie mehr richtig erholte. 1935 gab er seine Position als Denkmalpfleger auf. 
Paul Meissner starb am 5. September 1939 im Darmstädter Elisabethenstift. Seine Witwe Clara wählte kurze Zeit später den Freitod.
Paul Meissner wurde auf dem Alten Friedhof in Darmstadt bestattet (Grabstelle: II M 151).

## Ehrungen
- 1913: preußischer Roter Adlerorden IV. Klasse
- 1990: Widmung des Grabes auf dem Alten Friedhof in Darmstadt als Ehrengrab
- Straßenbenennung "Meissnerweg" in Darmstadt-Kranichstein

## Werk

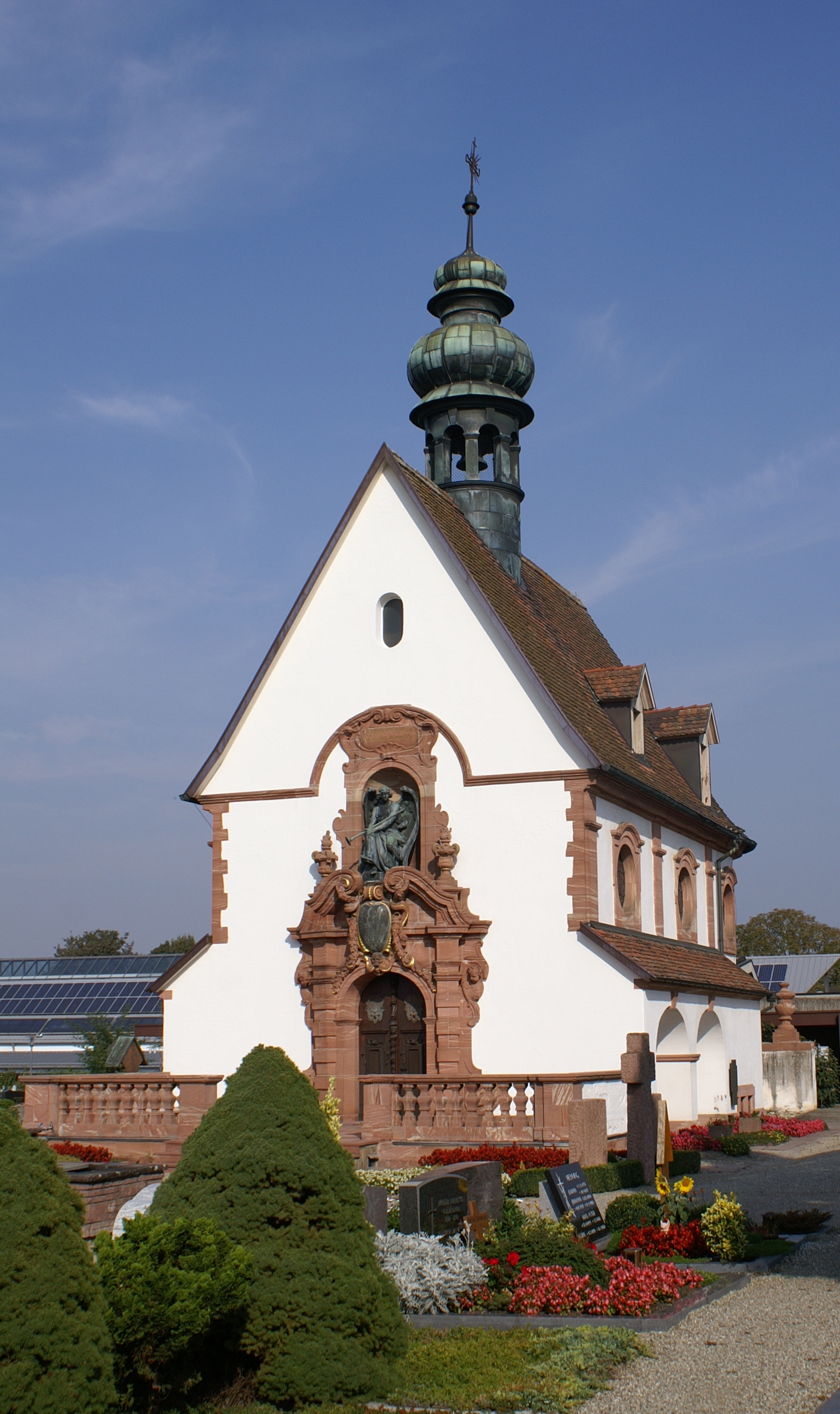
Friedhofskapelle in Riegel

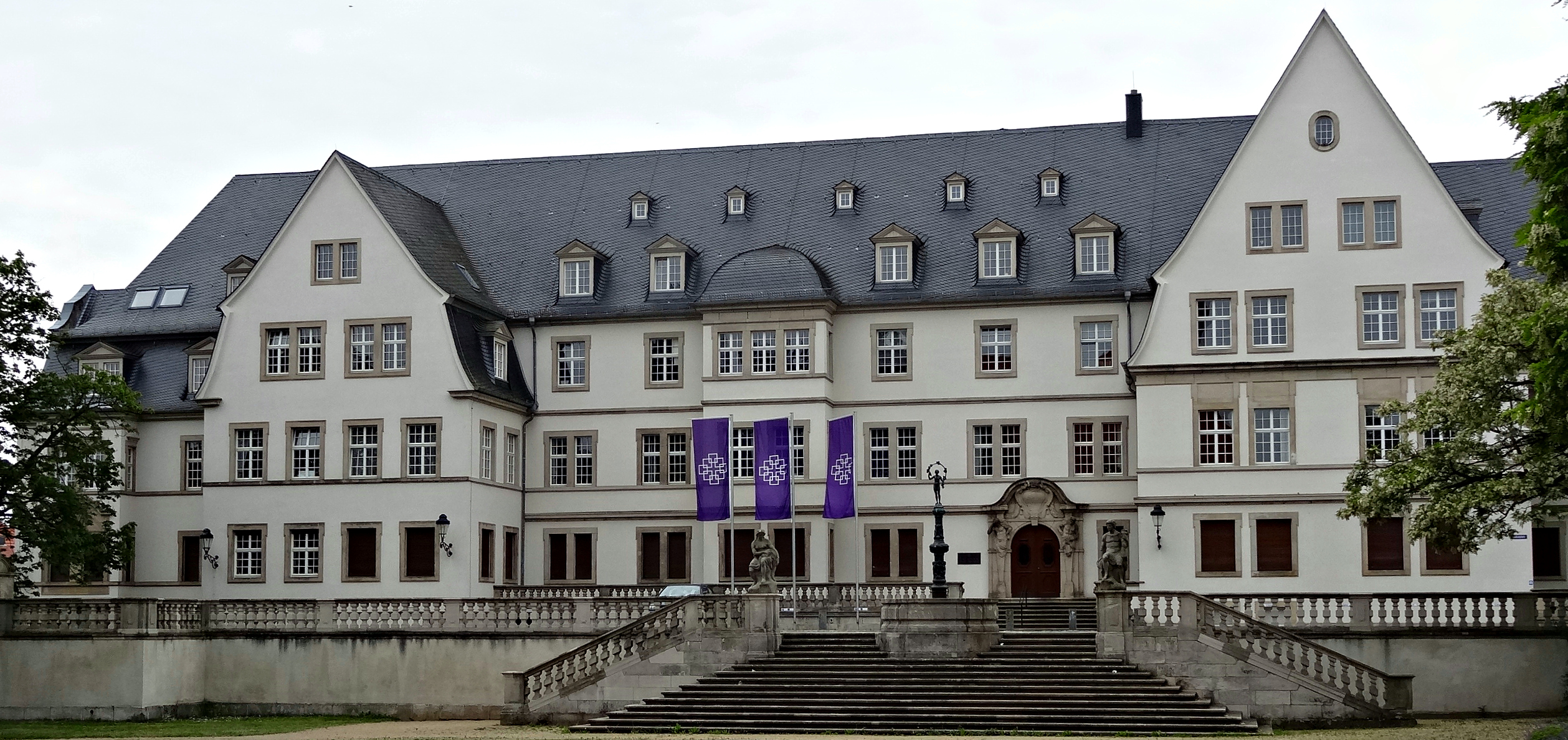
Ehemaliges Verwaltungsgebäude der Landeshypothekenbank, Darmstadt

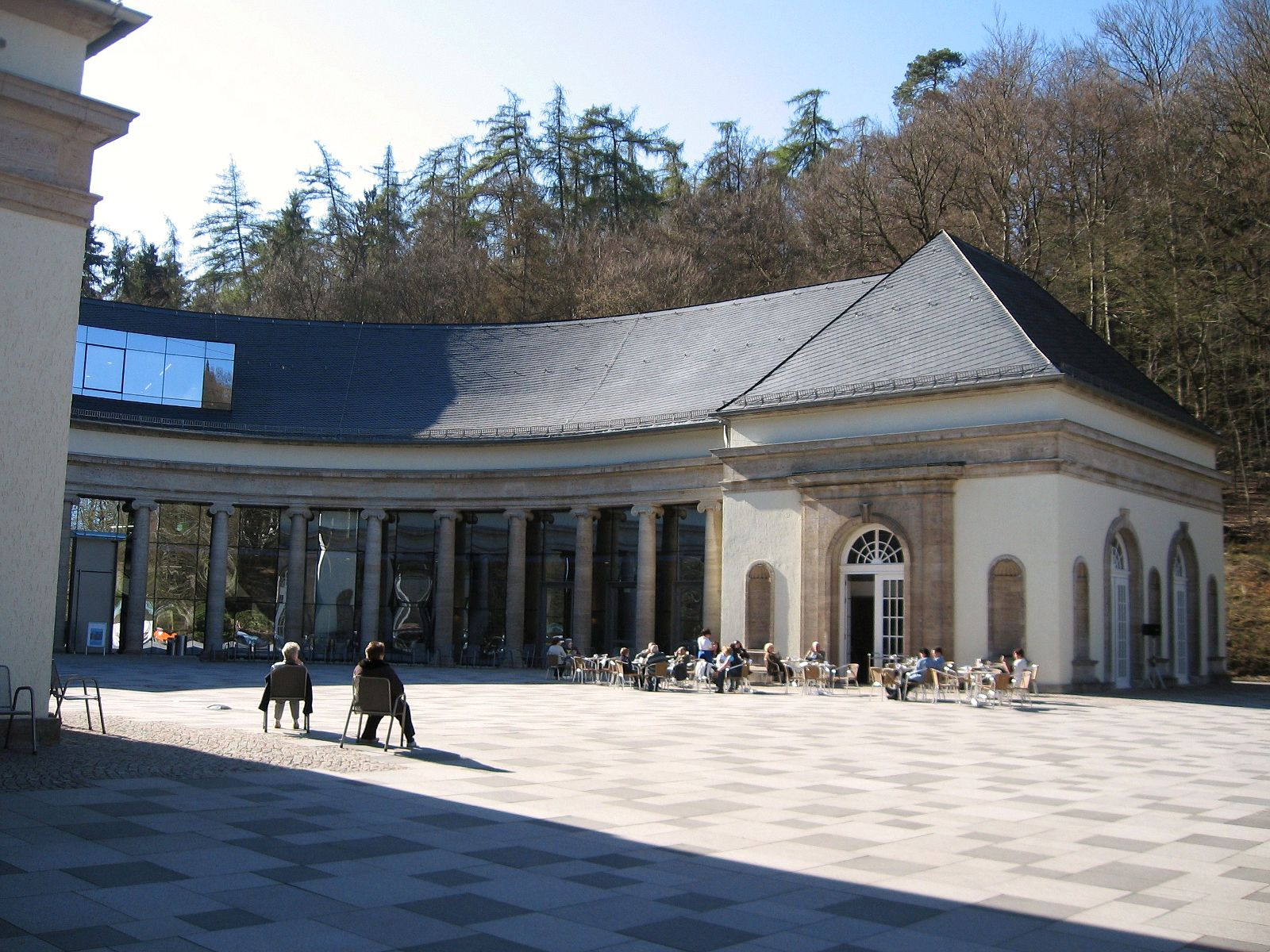
Wandelhalle in Bad Wildungen

Meissner schuf zahlreiche Wohnhäuser, Kirchen, Verwaltungsgebäude, Friedhöfe und bedeutende Industriebauten. Sein bekanntestes Werk dürfte der Bau der Landeshypothekenbank (heute: Sitz der Evangelischen Kirche in Hessen und Nassau) in Darmstadt sowie die Gestaltung des Paulusplatzes in Darmstadt zusammen mit Friedrich Pützer sein. 
- 1895–1901: Mitarbeit beim Umbau des Neuen Rathauses in Freiburg
- 1902: Wiederherstellung des Fachwerk-Rathauses in Michelstadt
- 1903: Umbau und Erweiterung des Elisabethenstiftes in Nieder-Ramstadt
- 1903–1904: Friedhofskapelle in Riegel am Kaiserstuhl für die Inhaber der Brauereigesellschaft Meyer & Söhne
- 1904–1906: Restaurierung des Schlosses des Grafen von Isenburg-Büdingen in Offenbach
- 1905–1906: Wohnhäuser in der Villenkolonie Buchschlag
- 1905–1908: Verwaltungsgebäude der Landeshypothekenbank am Paulusplatz im Paulusviertel in Darmstadt, heute Verwaltungssitz der Evangelischen Kirche in Hessen und Nassau (EKHN)
- 1907–1908: Wohnhaus für Carl Merck in Darmstadt, Ohlystraße 50 (1944 zerstört)
- 1905–1907: Evangelische Kirche in Worms-Neuhausen
- 1908: Neubau des Finanzamts in Darmstadt
- 1908–1909: Westchor der Katharinenkirche in Oppenheim
- 1909: Neubau des Katholischen Vereinshauses in Alzey
- 1911: Anbau der Villa Oettinger in Darmstadt
- 1911/1912: Kirchturm der katholischen Pfarrkirche St. Gereon in Nackenheim
- 1911–1923: diverse Fabrikgebäude der Adam Opel AG in Rüsselsheim
- 1912: Wettbewerbsentwurf für den Neubau der Synagoge in Offenbach am Main (prämiert mit dem 3. Preis)[3]
- 1912–1913: Kaiser-Wilhelm-Brücke in Trier
- 1912–1913: Bismarckbrücke über die Saar in (Saarbrücken-) St. Johann
- 1914: Gartensaal des Heylshofs in Darmstadt
- 1917: Wettbewerbsentwurf für den Zentralfriedhof in Erfurt (prämiert mit dem 1. Preis)
- 1919?: Gruftkapelle der Familie Opel in Rüsselsheim
- 1922–1923: Verwaltungsgebäude der Maschinenfabrik Goebel in Darmstadt (1989 abgerissen)
- 1924: Wiederherstellung der Karmeliter-Klosterkirche in Mainz
- 1927–1929: Erweiterung des Rokoko-Gartenschlößchens in Braunshardt bei Darmstadt
- 1927–1930: Hallenschwimmbad und Kino Capitol in Marburg
- 1928–1929: Brunnenhaus mit Wandelhalle in Bad Wildungen
- 1929: Fabrikgebäude der Adam Opel AG in Rüsselsheim, genannt „Opel-Turm“
- 1930: Gebäude der Sparkasse in Bad Wildungen
- 1930: Wagenhalle mit Chauffeurwohnung in Rüsselsheim
- 1931: Villa für Fritz Opel in Rüsselsheim
- 1932: Waldfriedhof in Rüsselsheim
- 1934–1937: Wiedereinwölbung des Westchors der Katharinenkirche in Oppenheim

## Ausstellungen
- 2019: Paul Meißner. Ein Architekt zwischen Tradition und Aufbruch, Kunstforum der TU Darmstadt.[4]